# Wahlen zum Senat der Vereinigten Staaten 1868 und 1869
Die Wahlen zum Senat der Vereinigten Staaten 1868 und 1869 zum 41. Kongress der Vereinigten Staaten fanden zu verschiedenen Zeitpunkten statt. Die Wahlen waren Teil der Wahlen in den Vereinigten Staaten. Die Wahlen fanden parallel zur Präsidentschaftswahl 1868 statt, in der Ulysses S. Grant zum ersten Mal gewählt wurde. Vor der Verabschiedung des 17. Zusatzartikels wurden die Senatoren nicht direkt gewählt, sondern von den Parlamenten der Bundesstaaten bestimmt.
Zur Wahl standen 22 der 25 Senatssitze der Klasse I, deren Inhaber 1862 und 1863 für eine Amtszeit von sechs Jahren gewählt worden oder später nachgerückt waren. Im Zuge der Reconstruction wurden die ehemaligen Mitglieder der Konföderation erst nach und nach wieder als vollwertige Mitglieder in die Union aufgenommen. Die Sitze von Mississippi, Texas und Virginia blieben daher vakant. Zusätzlich fanden für zwei dieser Sitze sowie 13 der anderen beiden Klassen Nachwahlen statt, dabei waren die jeweils zwei Sitze von Alabama, Arkansas, Florida, Louisiana, North Carolina und South Carolina, die wieder in die Union aufgenommen worden waren. Drei dieser Sitze gewannen oder hielten die Demokraten, zwölf gewannen die Republikaner.
Von den 22 regulär zur Wahl stehenden Sitzen waren fünf von Demokraten und 17 von Republikanern besetzt. Sieben republikanische Amtsinhaber wurden wiedergewählt, zwei weitere Sitze konnten die Demokraten halten, sieben die Republikaner. Jeweils drei Sitze wechselten von den Republikanern zu den Demokraten und umgekehrt. Damit blieb die Mehrheit der Republikaner wie am Ende des 40. Kongresses bei 57 gegen neun Demokraten.
Zu Veränderungen nach der Wahl siehe auch Liste der Mitglieder des Senats im 41. Kongress der Vereinigten Staaten.

## Ergebnisse

### Wahlen während des 40. Kongresses
Die Gewinner dieser Wahlen wurden vor dem 4. März 1869 in den Senat aufgenommen, also während des 40. Kongresses.
| Staat          | Amtierender Senator      | Partei   | Nachwahl   | Datum         | Ergebnis                | Neuer Senator       |
| -------------- | ------------------------ | -------- | ---------- | ------------- | ----------------------- | ------------------- |
| Alabama        | vakant                   | vakant   | Klasse II  | 13. Juli 1868 | Zugewinn Republikaner   | Willard Warner      |
| Alabama        | vakant                   | vakant   | Klasse III | 13. Juli 1868 | Zugewinn Republikaner   | George E. Spencer   |
| Arkansas       | vakant                   | vakant   | Klasse II  | 22. Juni 1868 | Zugewinn Republikaner   | Alexander McDonald  |
| Arkansas       | vakant                   | vakant   | Klasse III | 23. Juni 1868 | Zugewinn Republikaner   | Benjamin F. Rice    |
| Delaware       | James A. Bayard, ernannt | Demokrat | Klasse I   | 19. Jan. 1869 | bestätigt               | James A. Bayard     |
| Florida        | vakant                   | vakant   | Klasse I   | 17. Juni 1868 | Zugewinn Republikaner   | Adonijah Welch      |
| Florida        | vakant                   | vakant   | Klasse III | 25. Juni 1868 | Zugewinn Republikaner   | Thomas W. Osborn    |
| Kentucky       | James Guthrie            | Demokrat | Klasse II  | 19. Feb. 1868 | von Demokraten gehalten | Thomas C. McCreery  |
| Louisiana      | vakant                   | vakant   | Klasse II  | 8. Juli 1868  | Zugewinn Republikaner   | John S. Harris      |
| Louisiana      | vakant                   | vakant   | Klasse III | 9. Juli 1868  | Zugewinn Republikaner   | William P. Kellogg  |
| Maryland       | vakant                   | vakant   | Klasse III | 7. März 1868  | Zugewinn Demokraten     | George Vickers      |
| North Carolina | vakant                   | vakant   | Klasse II  | 14. Juli 1868 | Zugewinn Republikaner   | Joseph C. Abbott    |
| North Carolina | vakant                   | vakant   | Klasse III | 14. Juli 1868 | Zugewinn Republikaner   | John Pool           |
| South Carolina | vakant                   | vakant   | Klasse II  | 15. Juli 1868 | Zugewinn Republikaner   | Thomas J. Robertson |
| South Carolina | vakant                   | vakant   | Klasse III | 16. Juli 1868 | Zugewinn Republikaner   | Frederick A. Sawyer |

- ernannt: Senator wurde vom Gouverneur als Ersatz für einen ausgeschiedenen Senator ernannt, Nachwahl nötig.
- bestätigt: ein als Ersatz für einen ausgeschiedenen Senator ernannter Amtsinhaber wurde bestätigt.

### Wahlen zum 41. Kongress
Die Gewinner dieser Wahlen wurden am 4. März 1869 in den Senat aufgenommen, also bei Zusammentritt des 41. Kongresses. Alle Sitze dieser Senatoren gehören zur Klasse I.
| Staat         | Amtierender Senator        | Partei       | Datum                      | Ergebnis                   | Neuer Senator         |
| ------------- | -------------------------- | ------------ | -------------------------- | -------------------------- | --------------------- |
| Connecticut   | James Dixon                | Republikaner | 1868 oder 1869             | von Republikanern gehalten | William A. Buckingham |
| Delaware      | James A. Bayard            | Demokrat     | 1869                       | von Demokraten gehalten    | Thomas F. Bayard      |
| Florida       | Adonijah Welch             | Republikaner | 1868 oder 1869             | von Republikanern gehalten | Abijah Gilbert        |
| Indiana       | Thomas A. Hendricks        | Demokrat     | 1868                       | Zugewinn Republikaner      | Daniel D. Pratt       |
| Kalifornien   | John Conness               | Republikaner | 1868                       | Zugewinn Demokraten        | Eugene Casserly       |
| Maine         | Lot M. Morrill             | Republikaner | 1869                       | von Republikanern gehalten | Hannibal Hamlin       |
| Maryland      | William P. Whyte           | Demokrat     | 1868 oder 1869             | von Demokraten gehalten    | William T. Hamilton   |
| Massachusetts | Charles Sumner             | Republikaner | 1869                       | wiedergewählt              | Charles Sumner        |
| Michigan      | Zachariah Chandler         | Republikaner | 1869                       | wiedergewählt              | Zachariah Chandler    |
| Minnesota     | Alexander Ramsey           | Republikaner | 1869                       | wiedergewählt              | Alexander Ramsey      |
| Mississippi   | vakant                     | vakant       | Reconstruction, keine Wahl | Reconstruction, keine Wahl | vakant                |
| Missouri      | John B. Henderson          | Republikaner | 1868                       | von Republikanern gehalten | Carl Schurz           |
| Nebraska      | Thomas Tipton              | Republikaner | 1869                       | wiedergewählt              | Thomas Tipton         |
| Nevada        | William M. Stewart         | Republikaner | 1869                       | wiedergewählt              | William M. Stewart    |
| New Jersey    | Frederick T. Frelinghuysen | Republikaner | 1869                       | Zugewinn Demokraten        | John P. Stockton      |
| New York      | Edwin D. Morgan            | Republikaner | 19. Jan. 1869              | von Republikanern gehalten | Reuben Fenton         |
| Ohio          | Benjamin Wade              | Republikaner | 1868                       | Zugewinn Demokraten        | Allen G. Thurman      |
| Pennsylvania  | Charles R. Buckalew        | Demokrat     | 19. Jan. 1869              | Zugewinn Republikaner      | John Scott            |
| Rhode Island  | William Sprague            | Republikaner | 1868                       | wiedergewählt              | William Sprague       |
| Tennessee     | David T. Patterson         | Demokrat     | 22. Okt. 1867              | Zugewinn Republikaner      | William G. Brownlow   |
| Texas         | vakant                     | vakant       | Reconstruction, keine Wahl | Reconstruction, keine Wahl | vakant                |
| Vermont       | George F. Edmunds          | Republikaner | 1868                       | wiedergewählt              | George F. Edmunds     |
| Virginia      | vakant                     | vakant       | Reconstruction, keine Wahl | Reconstruction, keine Wahl | vakant                |
| West Virginia | Peter G. Van Winkle        | Republikaner | 1868 oder 1869             | von Republikanern gehalten | Arthur I. Boreman     |
| Wisconsin     | James R. Doolittle         | Republikaner | 1868 oder 1869             | von Republikanern gehalten | Matthew H. Carpenter  |

- wiedergewählt: ein gewählter Amtsinhaber wurde wiedergewählt.

### Wahlen während des 41. Kongresses
Während des 41. Kongresses gab es 1869 keine Nachwahlen.

## Einzelstaaten
In allen Staaten wurden die Senatoren durch die Parlamente gewählt, wie durch die Verfassung der Vereinigten Staaten vor der Verabschiedung des 17. Zusatzartikels vorgesehen. Das Wahlverfahren bestimmten die Staaten selbst, es war daher von Staat zu Staat unterschiedlich. Teilweise ergibt sich aus den Quellen nur, wer gewählt wurde, aber nicht wie.
Das Third Party System der Parteien in den Vereinigten Staaten bestand aus der Demokratischen Partei, die hauptsächlich in den Südstaaten stark war, sowie der gemäßigt abolitionistischen, im Norden verankerten Republikanischen Partei.